# 门堂乡
门堂乡，是中华人民共和国青海省果洛藏族自治州久治县下辖的一个乡镇级行政单位。

## 行政区划
门堂乡下辖以下地区：
门堂牧委会和果囊牧委会。